# Texingtal
Texingtal é um município da Áustria localizado no distrito de Melk, no estado de Baixa Áustria.

## Geografia
Ocupa uma área de 32,45 km². 39,18% da superfície são arborizados.

## População
O município tinha 1621 habitantes no fim de 2005.

## Política
Herbert Butzenlechner do Partido Popular Austríaco (ÖVP) é o burgomestre.
Engelbert Dollfuß, chanceler da Áustria entre 1932 e 1934, nasceu em Texingtal.

### Conselho Municipial
A câmara municipial de Texingtal tem 19 membros.
- ÖVP: 17
- SPÖ: 2